# Smittium delicatum
Smittium delicatum är en svampart som beskrevs av Lichtw. 1990. Smittium delicatum ingår i släktet Smittium och familjen Legeriomycetaceae.   Inga underarter finns listade i Catalogue of Life.